# Harohalli, Malur
Harohalli là một làng thuộc tehsil Malur, huyện Kolar, bang Karnataka, Ấn Độ.